# Вышковичи
Вышковичи — деревня в Жуковском районе Брянской области, в составе Заборско-Никольского сельского поселения. 
 Расположена в 2 км от западной окраины Жуковки, на правом берегу Десны. Население — 68 человек (2010).

## История
Упоминается с первой половины XIX века как владение Олсуфьевых; состояла в приходе села Фошни, а с 1898 года — посёлка (ныне города) Жуковки.
С 1861 до 1924 года в Салынской волости Брянского (с 1921 — Бежицкого) уезда, в 1924—1925 гг. в Дубровской волости, позднее в Жуковской волости, Жуковском районе (с 1929).
Из протокола допроса жительницы сожженной деревни Вышковичи Жуковского района В.Х. Игнаниной д. Вышковичи 12 декабря 1945 
[…] ВОПРОС. Где Вы проживали в период временной оккупации немцами Жуковского района?
ОТВЕТ. В период временной оккупации немцами Жуковского р-на я проживала в д. Вышковичи.
ВОПРОС. Когда, сколько человек и кем было в д. Вышковичи расстреляны советские граждане?
ОТВЕТ. Весной 1942 года в деревне Вышковичи немецким карательным отрядом было расстреляно 73 человека.
ВОПРОС. При каких обстоятельствах карательный отряд в вашей деревне производил расстрел мирных советских граждан?
ОТВЕТ. Весной 1942 года немецкий карательный отряд, ворвавшись вероломно в нашу деревню, зверски расстрелял 73 человека в течение 1–2 часов. Лично ко мне в дом ворвались 2 немецких солдата и в присутствии меня забрали моего 73-летнего отца Ворошина Х.С. как партизана и расстреляли около моего дома.
Кроме того я лично сама видела, как каратели вели по деревне Воронина Ивана, Воронина Афанасия, Воронина Дмитрия и других, в количестве 7 человек, затем расстреляли. Также в это время немецким карательным отрядом были расстреляны Ворошин Роман, Ворошин Алексей, Мушин Емельян, Лохов Григорий и другие. Всего 73 человека.
Этот же отряд сжег около 50 домов. Кто был командиром этого карательного отряда, мне неизвестно. Больше дополнить ничего не могу. 
Протокол допроса записан с моих слов правильно и прочитан мне вслух.
Источник: НАРБ. Ф. 1363. Оп. 1. Д. 376. Л. 185. Заверенная копия. Рукопись;  Сожженные деревни России, 1941–1944: Документы и материалы / Сост. Н.В. Кириллова, В.Д. Селеменева и др. — М.: Фонд «Историческая память», 2017. — 608 с. С.15-16.
До 1962 года входила в Жуковский поссовет; затем до 1991 в Летошницком сельсовете, с 1991 — в Заборско-Никольском.
| Годы      | 1866 | 1926 | 1979 | 1989 | 2002 | 2010 |
| --------- | ---- | ---- | ---- | ---- | ---- | ---- |
| Население | 153  | 534  | 356  | 168  | 86   | 68   |

## Топографические карты
- Лист карты N-36-XXII. Масштаб: 1 : 200 000. Состояние местности на 1986 год. Издание 1991 г.